# メアリー・サマヴィル
メアリー・フェアファックス・サマヴィル（英: Mary Fairfax Somerville、1780年12月26日 - 1872年11月29日）は、スコットランドのサイエンスライター、博学者である。女性による科学への参加が非常に限られていた時代に活躍した。名前の日本語表記は「メアリー・サマーヴィル」などとすることもある。数学と天文学を学び、カロライン・ハーシェルとともに王立天文学会の初の女性会員にノミネートされた。
イギリスの哲学者で経済学者であるジョン・スチュアート・ミルが女性参政権を求める議会への大規模な請願を組織した際、ミルはメアリーに最初の請願署名者になってもらえるよう頼んだ。万華鏡の開発者であるサー・デイヴィッド・ブリュースターは1829年、メアリーの死後に「ヨーロッパで最も傑出した女性」であったと称賛を寄せている。

## 生涯と教育
メアリーは海軍中将サー・ウィリアム・ジョージ・フェアファックスの娘で、父ウィリアムは名門フェアファックス一族の出身である。母レディ・マーガレット・チャーターズはスコットランドの複数の名家と親戚関係にあった。メアリーはスコティッシュ・ボーダーズのジェドバラにある牧師館で生まれた。この牧師館はおばの家であり、このおばは母マーガレットの姉妹で、『わが生涯の思い出』(My Own Life and Times) の著者トマス・サマヴィル博士（1741年 - 1830年）の夫人であった。メアリーは子ども時代をファイフのバーンティスランドにある家で過ごした。海から戻った父ウィリアムは、10歳のメアリーが「野人」のようだと思い、マッセルバラの非常にお金のかかる寄宿学校に1年間行かせることにした。メアリーは1年後に戻ってきたが、ようやく読み書きができるかという程度の状態であった。簡単な算術とほんの少々フランス語も学んでいたという。
この後、メアリーは公的教育の外で初歩的な地理学と天文学を教わったが、男の兄弟が受けた教育に比べると限られた内容であったと本人は考えていた。そのため、教育の不足を補おうと、おじであるトマス・サマヴィル博士からラテン語を習った。トマスによると、メアリーは熱心な生徒であった。あるとき、兄弟が数学の個人授業を受けているのを小耳に挟み、メアリーは兄弟がわからなかった箇所を答えた。驚いた家庭教師は非公式にメアリーが数学の授業を受け続けることを許可した。エディンバラ社交界の一員としてメアリーは舞踏会やパーティへの参加を楽しんでいたが、本人によると学問のほうが主な関心であったという。
メアリーはエディンバラでアレクサンダー・ネイスミスから美術も習った。メアリーは透視図法を習い、これに感化されてユークリッドの『原論』を入手し、独学で学び始めた。同時に社交的な催しに出席し、感じが良く礼儀正しいふるまいをするという縁故の多い良家の娘の伝統的な役割を果たし続け、エディンバラの社交家たちの間では「ジェドバラの薔薇」と呼ばれていたという。しかしながらこの頃、妹が10歳で亡くなってしまった後に、勉強のしすぎが娘の死に関係あると信じた両親によってメアリーはさらなる勉強を禁じられてしまった。それでもメアリーが秘密裏に独学で研究を続けるのを止めることはできなかった。本人の回想によると、アイザック・ニュートンの『自然哲学の数学的諸原理』などを独習したという。1804年にメアリーは遠縁の親類であるロンドンのロシア領事、キャプテン・サミュエル・グレイグと結婚した。サミュエルは海軍大将サミュエル・グレイグの息子である。メアリーとサミュエルの間には2人の子どもが生まれ、息子のヴォロンツォフ・グレイグは法廷弁護士及び科学者となった。夫妻はロンドンに住んだが、メアリーはこの時期、不幸せであった。以前よりは勉強がしやすくなったとはいえ、夫は女性が学問的関心を探求する能力を持っているとはあまり考えておらず、女性が学問をすることに対して偏見を持っていた。夫が1807年に亡くなるとメアリーはスコットランドに戻った。当時エディンバラ大学の自然哲学教授だったジョン・プレイフェアはメアリーに勉学の継続をすすめ、プレイフェアを通じてメアリーは数学者のウィリアム・ウォレスと文通をはじめた。書簡の中でふたりは雑誌『数学宝庫』(Mathematical Repository) に掲載されている数学の問題について議論した。1811年、メアリーはこのうち1問の答えについて銀メダルを受賞している。
夫の遺産のおかげでメアリーは知的関心を探求する自由を得た。1812年にメアリーは別の親戚で、陸軍医療委員会の査察官であるウィリアム・サマヴィル博士（1771年 - 1860年）と結婚した。夫ウィリアムはメアリーの物理科学研究を強く後押しして、妻の研究に対する熱意と能力をきわめて高く評価していた。ウィリアムが王立協会の会員に選ばれたため、ふたりは当時随一の科学サークルに迎え入れられることとなった。
2度目の結婚でメアリーは4人の子どもを生み、同時代の最も傑出した科学者たちの知遇を得た。こうした人々の間でメアリー自身の才能が注目をあびるようになっていった。メアリーは天文学に情熱を傾けていた。メアリーは、天文学は数と量、静止と運動を組み合わせた科学であるという点において、物理科学が最も大規模に結びつきあう例であると信じていた。
メアリーが広く名声を得る前に、ピエール＝シモン・ラプラスから、「私のことを理解してくれる女性は3人だけです。サマヴィル夫人、あなたと、カロライン・ハーシェル、それから何も存じ上げていないのですけれどもグレイグ夫人とかいう方です」と言われたことがある。ラプラスは気付いていなかったようだが、もちろんメアリーは最初の「サマヴィル夫人」でありかつ3番目の「グレイグ夫人」両方である。
メアリーは1834年にジュネーヴの物理学・自然史協会の名誉会員に選ばれ、同年に王立アイルランドアカデミーの会員にも選ばれた。1835年に、メアリーとカロライン・ハーシェルは王立天文学会初の女性会員になった。同年からメアリーは政府より300ポンドの年金を受けることになった。1857年にはアメリカ地理統計協会の、1870年にはイタリア地理協会の会員に選ばれている。1869年には王立地理学会のパトロンズ・メダル（当時は「ヴィクトリアメダル」とも呼ばれていた）を受賞している。アメリカ哲学協会の会員にもなった。
1838年にメアリーと夫のウィリアムはイタリアに行き、生涯のほとんどをそこで過ごすことになった。1868年、91歳で亡くなる4年前に、メアリーはジョン・スチュアート・ミルの女性参政権を求める請願に署名したが、この請願はうまくいかなかった。
メアリーはナポリで1872年11月29日に亡くなり、同地のイングランド人墓地に葬られた。

## 科学的業績
メアリー・サマヴィルは最初の論文「太陽スペクトルの紫光線の磁性」("The Magnetic Properties of the Violet Rays of the Solar Spectrum") を1826年の『王立協会会報』(Proceedings of the Royal Society) に掲載した。スコットランドの政治家であるブルーム卿より、ラプラスの『天体力学概論』(Mécanique Céleste) を有用知識普及協会のために英訳してくれと頼まれ、1831年にこれを The Mechanism of the Heavens という英題で刊行した。このおかげでラプラスが英語で普及し、メアリー自身もたちまち有名になった。メアリーは単に翻訳をするだけではなく、当時のイングランドではほとんどの数学者に知られていなかった数学的事項を詳細に解説した。メアリーによると、「私はラプラスの著作を代数学から皆が理解できる言語に翻訳した」ということである。

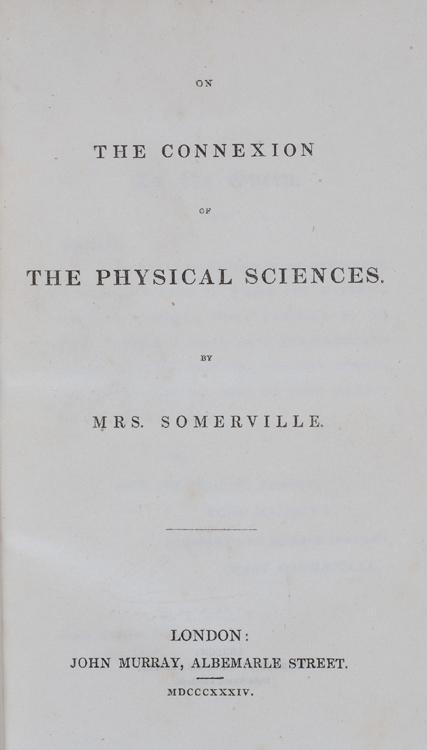
『物理科学の諸関係』表紙

メアリーは他にも科学や数学について重要な著作を著している。『物理科学の諸関係』（On the Connexion of the Physical Sciences、1834年）や『自然地理学』（Physical Geography、1848年）は20世紀になるまで教科書として広く使われていた。英語の "scientist" という単語はウィリアム・ヒューウェルが1843年に『物理科学の諸関係』の書評を著した時に作った単語である。1869年には『分子及び微小なものの科学』(Molecular and Micro-scopic Science) を著している。メアリーの著作の人気は、その平明で生き生きとした文体と、隅々まで行き渡る対象への情熱に多くを負っている。
メアリーの著作はJ.C.マクスウェルやジョン・クーチ・アダムズに影響を与えた。メアリーは1842年、『物理科学の諸関係』第6版で天王星に摂動を与える惑星があるという仮説を提示した。メアリーの予想は1846年、太陽から45億キロメートルほど離れたところを公転している海王星発見によって裏付けられた。

## 同時代の文人たちとの交流
メアリーの友人には、マライア・エッジワース、マーガレット・ホルフォード、ジョアンナ・ベイリーなどの作家もいた。サマヴィルの『天体力学概論のための予備的論考』（Preliminary Dissertation to the Mechanism of the Heavens、1832年）を受け取ったベイリーは、女性の知性が偏見にさらされているがゆえにこのような著作の刊行は「詩を書く娘たちと小説を書く作家たちの姉妹連合全員」にとって大変嬉しいものだと述べている。スコットランドにおいて、サマヴィル一族は作家のウォルター・スコットの隣人でもあり、本人の回想によるとメアリーはスコットの物語を聞いて楽しんでいたという。
ジョージ・ゴードン・バイロンの夫人であったウェントワース女男爵アン・イザベラ・ミルバンク（アナベラ）も友人であり、ふたりの間に生まれた娘のエイダ・ラブレスに数学を教えた。メアリーとともにエイダは科学関係の会合に出席し、チャールズ・バベッジの知遇を得た。オックスフォード大学サマヴィル・カレッジは、バベッジがメアリーに「計算エンジン」を見に来るよう招待した手紙を所有している。

## 死後の顕彰

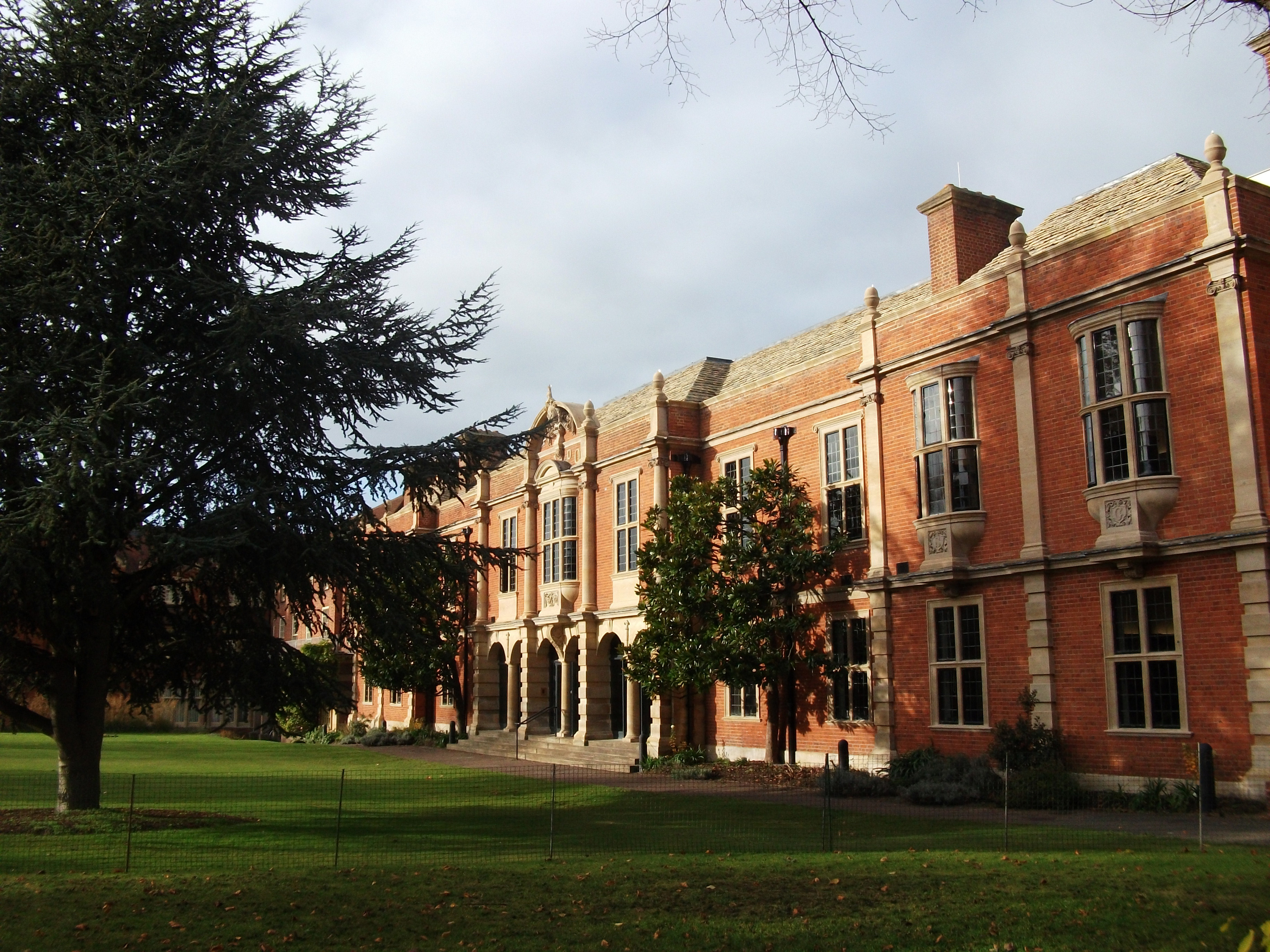
オックスフォード大学サマヴィル・カレッジ

メアリーの死の翌年、1873年に自伝的著作『個人的回想』(Personal Recollections) が刊行されたが、この作品は晩年に書かれた回想からなっており、メアリー自身の人物像や人生についても、メアリーが生きた時代の文芸や科学にかかわる人々の様子についても、極めて興味深い情報を提供してくれるものになっている。メアリーの文書類はオックスフォード大学ボドリアン図書館のコレクションに入っている。

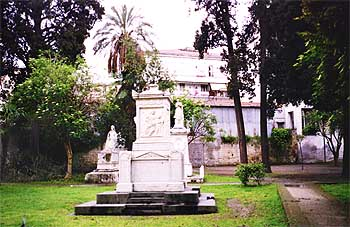
ナポリのイングランド人墓地、後ろにメアリー・サマヴィルの像が見える

コレクションにはメアリーの著作に関わる文書類、家族や関心を同じくする多数の科学者や作家たちと取り交わした手紙、その他の公的書簡類などが保管されている。ボドリアンのコレクションにはメアリの両親である海軍中将サー・ウィリアム・ジョージ・フェアファックスとレディ・マーガレット・チャーターズ、息子であるヴォロンツォフ・グレイグとその妻アグネス・グレアム、メアリの兄弟であるヘンリー、ヘンリーの一家、ヘンリーの最初の妻であるモンゴメリー・ウィリアムソンの一族、メアリーの義父トマス・サマヴィルの書簡も保管されている。さらにバイロン家とラヴレス家の間でとりかわされた書簡も多数入っている。
オックスフォード大学サマヴィル・カレッジはメアリー・サマヴィルにちなんで名付けられた。バーンティスランドのサマヴィル・ハウスはメアリーが住んでいたことのある家である。オーストラリアのブリズベンにある女子高等学校サマヴィル・ハウスもメアリーから名前をとっている。エディンバラのスコットランド議会議事堂にある委員会室のひとつはサマヴィルの名がついている。
サマヴィル島 (74°44'N, 96°10'W) という小さな島がカナダのヌナブト準州バロー海峡に存在する。この島は1819年、サー・ウィリアム・エドワード・パリーが4回にわたる北極圏探検の最初の旅の間にメアリー・サマヴィルにちなんで名付けたものである。
1878年、ロンドンにサマヴィル・クラブができ、1887年までにニュー・サマヴィル・クラブが再建されたが、1908年になくなった。
5771サマヴィル (1987 ST1) は小惑星帯にある小惑星で、1987年9月21日にE・ボウエルがアリゾナ州フラッグスタッフにあるローウェル天文台で発見し、メアリー・サマヴィルにちなんで命名した。
サマヴィル・クレーターは月の東側にある小さなクレータ－である。大きなクレーターであるラングレナスの東にあり、国際天文学連合によってサマヴィルの名がつけられるまではラングレナスJと呼ばれていた。月に女性の名がつけられたクレーターはわずかしかない。
2014年に製作された映画『ターナー、光に愛を求めて』に、主人公ジョゼフ・マロード・ウィリアム・ターナーの友人としてメアリー・サマヴィルが登場し、レスリー・マンヴィルがメアリー役を演じている。
2016年2月、ロイヤル・バンク・オブ・スコットランドは2017年に発行される新しいポリマーの10ポンド紙幣に誰の肖像を用いるべきか決めるための一般投票を行い、メアリ・サマヴィルはスコットランドの物理学者J.C.マクスウェル及び土木技師のトーマス・テルフォードとともに最終候補に残った。同2月の半ばにRBSはフェイスブックで行った一般投票でメアリー・サマヴィルが勝ち残ったと発表した。メアリーの肖像をのせた新しい紙幣は2017年後半に発行された。

## 著作
- 1825 "The Magnetic Properties of the Violet Rays of the Solar Spectrum"
- "Cookery and Domestic Economy: Containing Upwards of One Thousand Carefully Tested Recipes, Expressed in Simple Terms Suitable for Every-day Life"
- 1830 "The Mechanisms of the Heavens"
- 1832 "A Preliminary Dissertation on the Mechanisms of the Heavens"
- 1834 "On the Connection of the Physical Sciences"
- 1848 "Physical Geography"
- 1869 "Molecular and Microscopic Science"
- 1874  "|Personal Recollections, from Early Life to Old Age, of Mary Somerville"